# Michael Fengler
Michael Fengler est un producteur de cinéma et un réalisateur allemand, né le 14 novembre 1940 . 

## Biographie
Le nom de Michael Fengler est étroitement lié à Rainer Werner Fassbinder dont il a produit une dizaine de films. Cofondateur du Filmverlag der Autoren, il crée en 1975 sa propre société de production, Albatros Film.

## Filmographie

### Comme producteur
- 1970 : Les Dieux de la peste (Götter der Pest)
- 1970 : Pourquoi monsieur R. est-il atteint de folie meurtrière ? (Warum läuft Herr R. Amok?)
- 1972 : Les Larmes amères de Petra von Kant (Die Bitteren Tränen der Petra von Kant)
- 1973 : La Tendresse des loups (Die Zärtlichkeit der Wölfe)
- 1975 : Das Tal der tanzenden Witwen
- 1976 : Schatten der Engel
- 1976 : Le Rôti de Satan (Satansbraten)
- 1976 : Roulette chinoise (Chinesisches Roulette)
- 1977 : Eierdiebe
- 1977 : Adolf und Marlene
- 1978 : Tagebuch des Verführers (TV)
- 1978 : Prova d'orchestra
- 1979 : Le Grand Embouteillage (L'Ingorgo - Una storia impossibile)
- 1979 : Le Mariage de Maria Braun (Die Ehe der Maria Braun)
- 1979 : Ein Komischer Heiliger
- 1979 : Nuits arabes (Arabische Nächte)
- 1980 : Flitterwochen
- 1980 : Keiner hat das Pferd geküsst
- 1981 : Wie die Weltmeister
- 1981 : Ashram in Poona
- 1982 : Marmor, Stein und Eisen bricht
- 1982 : Querelle
- 1983 : Der Kleine

### Comme réalisateur

#### Cinéma
- 1970 : Pourquoi monsieur R. est-il atteint de folie meurtrière ? (Warum läuft Herr R. Amok?) coréalisé avec Rainer Werner Fassbinder
- 1974 : Output
- 1977 : Eierdiebe

#### Télévision
- 1970 : Le Voyage à Niklashausen (Die Niklashauser Fart) (TV) coréalisé avec Rainer Werner Fassbinder
- 1970 : Weg vom Fenster (TV)